# Eiksken
Eiksken of Moresnet-Kapel (Platdiets: A-jen Eckske, Frans: Moresnet-Chapelle en Limburgs: A j'n Eèkske; op de Belgische topografische kaart: La Chapelle) is een kerkdorp bij Moresnet, een deelgemeente van de Belgische gemeente Plombières in de provincie Luik. 

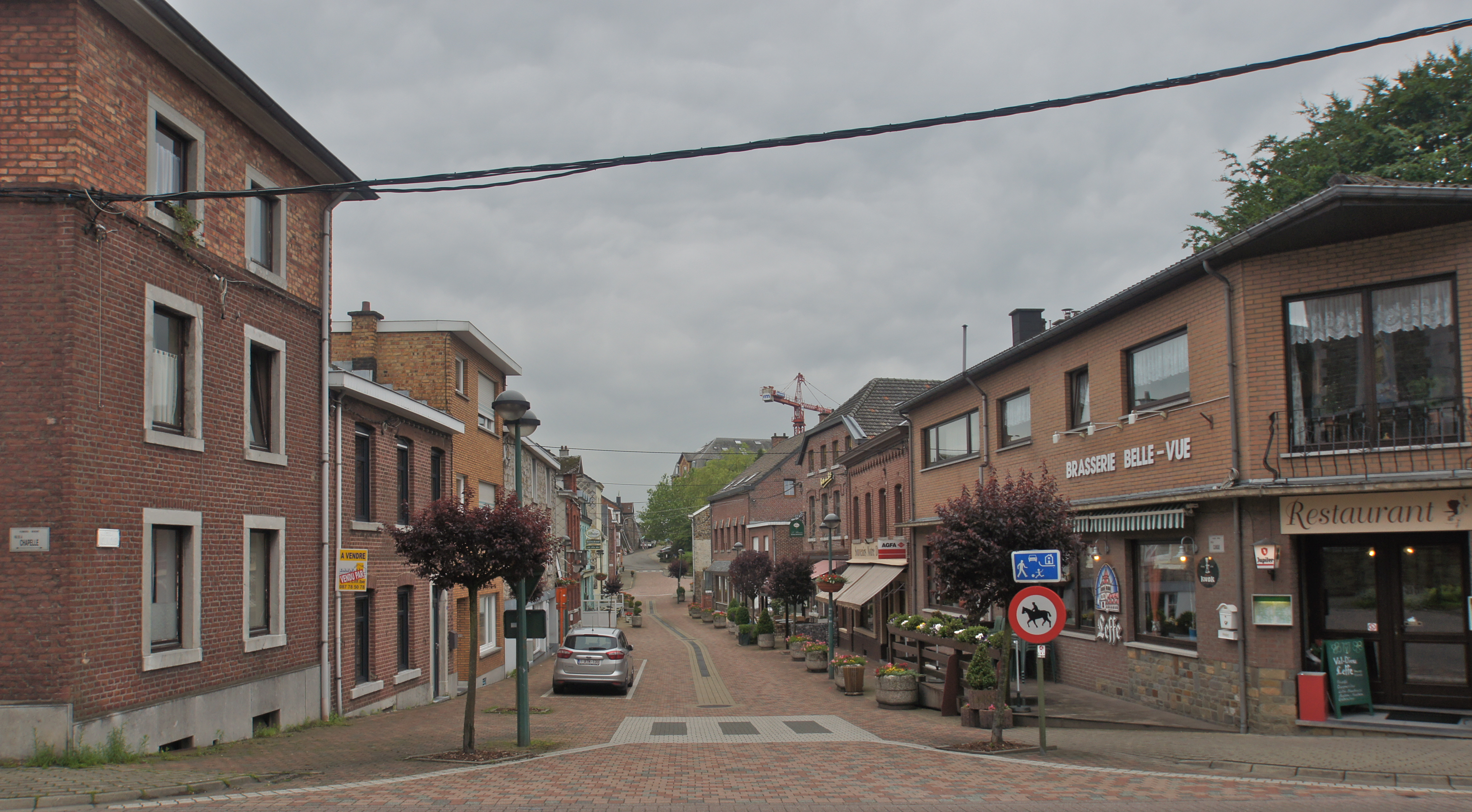
Straatbeeld

## Geografie
Eiksken (Moresnet-Chapelle) was de grootste kern en het centrum van de tot 1977 bestaande gemeente Moresnet. Het ligt op een helling, ongeveer 1,5 kilometer ten noordoosten van het kleinere, in het Geuldal gelegen dorp Moresnet, dat ter onderscheiding ook wel wordt aangeduid als Moresnet-Village.
Het dorp is vastgegroeid aan de bebouwde kom van de deelgemeente Gemmenich.

## Bedevaartplaats
Eiksken is vooral bekend om de verering van Maria die hier sinds 1750 plaatsvindt, nadat de jonge Arnold Franck hier wonderbaarlijk werd genezen van vallende ziekte. Zijn toewijding aan Maria uitte hij voor een Mariabeeldje dat was opgehangen aan een kleine eik. Door de plaatselijke Platdietse bevolking werd deze plaats al snel "A-jen Eckske" genoemd, wat in het Nederlands vertaald werd naar "(Aan het) Eiksken".  Het beeldje werd in 1823 verplaatst naar de kapel die op de plaats van de eik werd gebouwd. De franciscanen voltooiden nabij de kapel in 1904 de aanleg van een kruisweg met veertien staties, de kruisweg van Moresnet-Chapelle. Zowel de kapel als het kruiswegpark worden jaarlijks nog steeds door vele pelgrims bezocht. Deze toestroom van bedevaarders heeft ertoe geleid dat er in het gehucht vele cafés, restaurants en winkeltjes te vinden zijn.

## Bezienswaardigheden
- Kruisweg van Moresnet-Chapelle
- Maria Helpsterkapel

## Natuur en landschap
Moresnet-Chapelle ligt in het Land van Herve op een hoogte van ongeveer 200 meter. Naar het oosten toe stijgt het landschap snel met een hoogste punt van 338 meter, in het Preusbos wat direct achter de Kruisweg begint en doorloopt tot het Drielandenpunt.

## Taal
Naast het in het onderwijs en door de plaatselijke overheid gebruikte Frans, spreekt de plaatselijke bevolking het regionale dialect Platdiets, een Limburgs dialect.

## Geboren in Eiksken
- Bouli Lanners (1965), acteur, filmregisseur en scenarioschrijver

## Fotogalerij

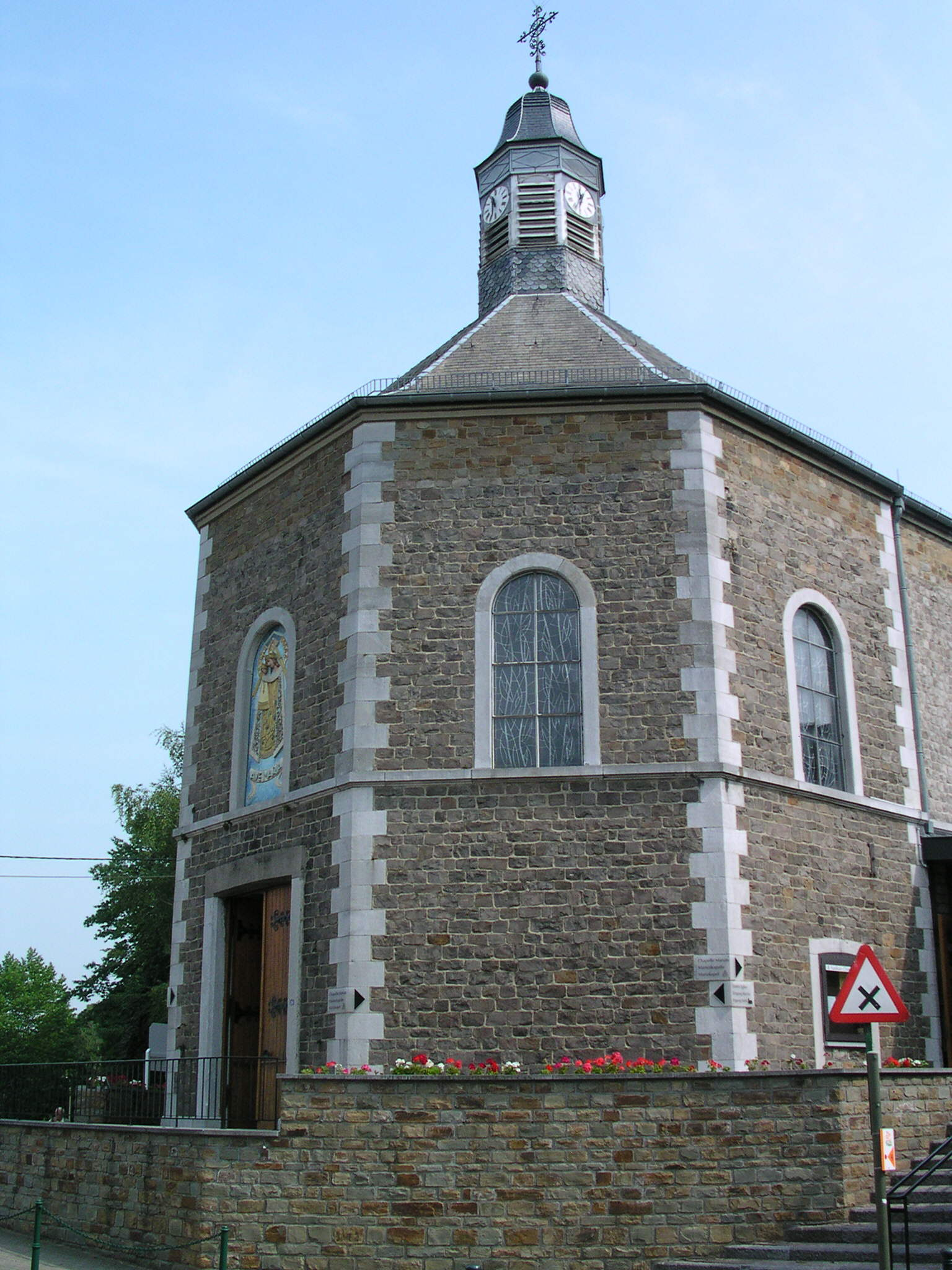
Maria Helpsterkerk
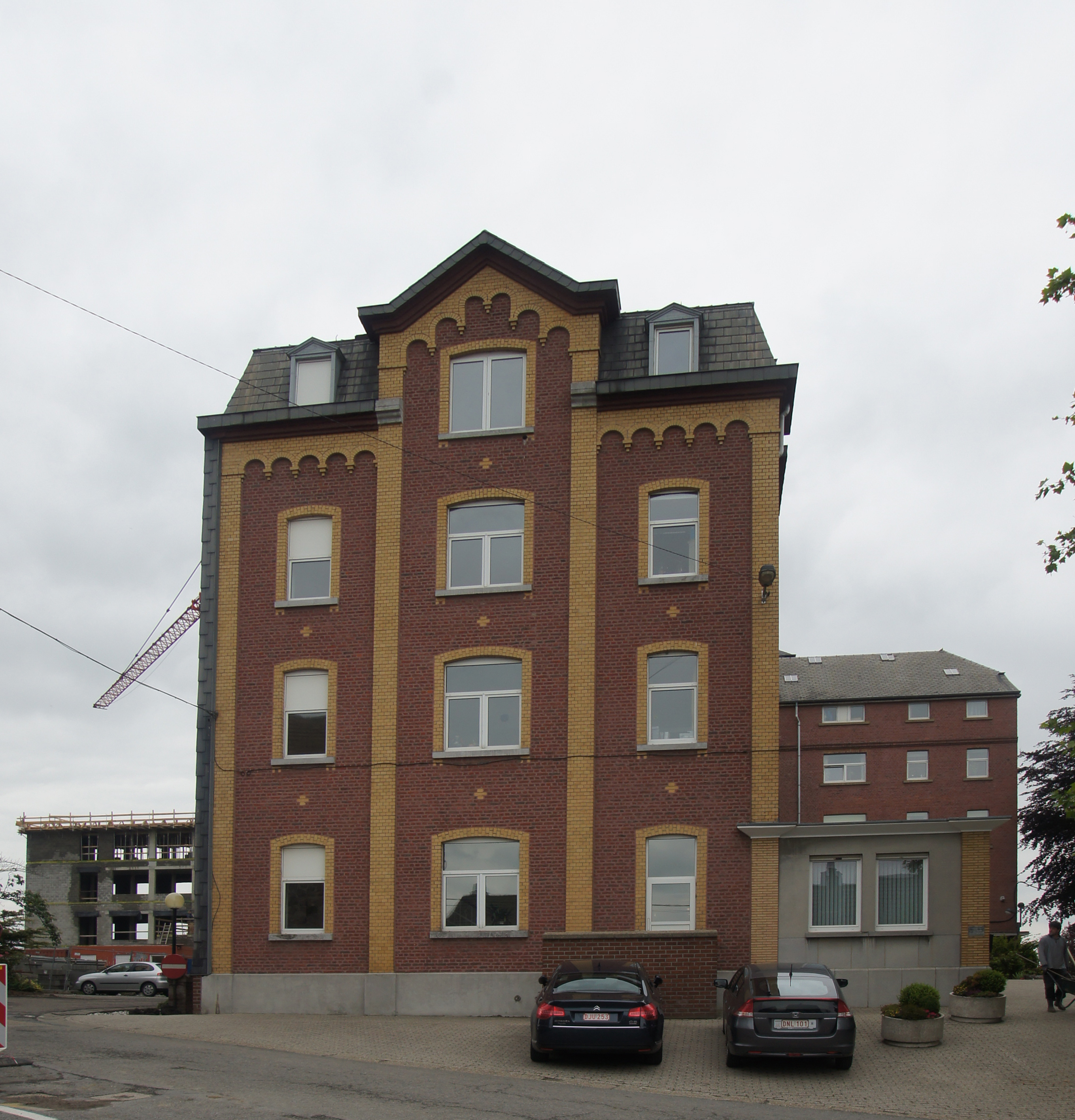
Bejaardentehuis (voormalige ziekenhuis)
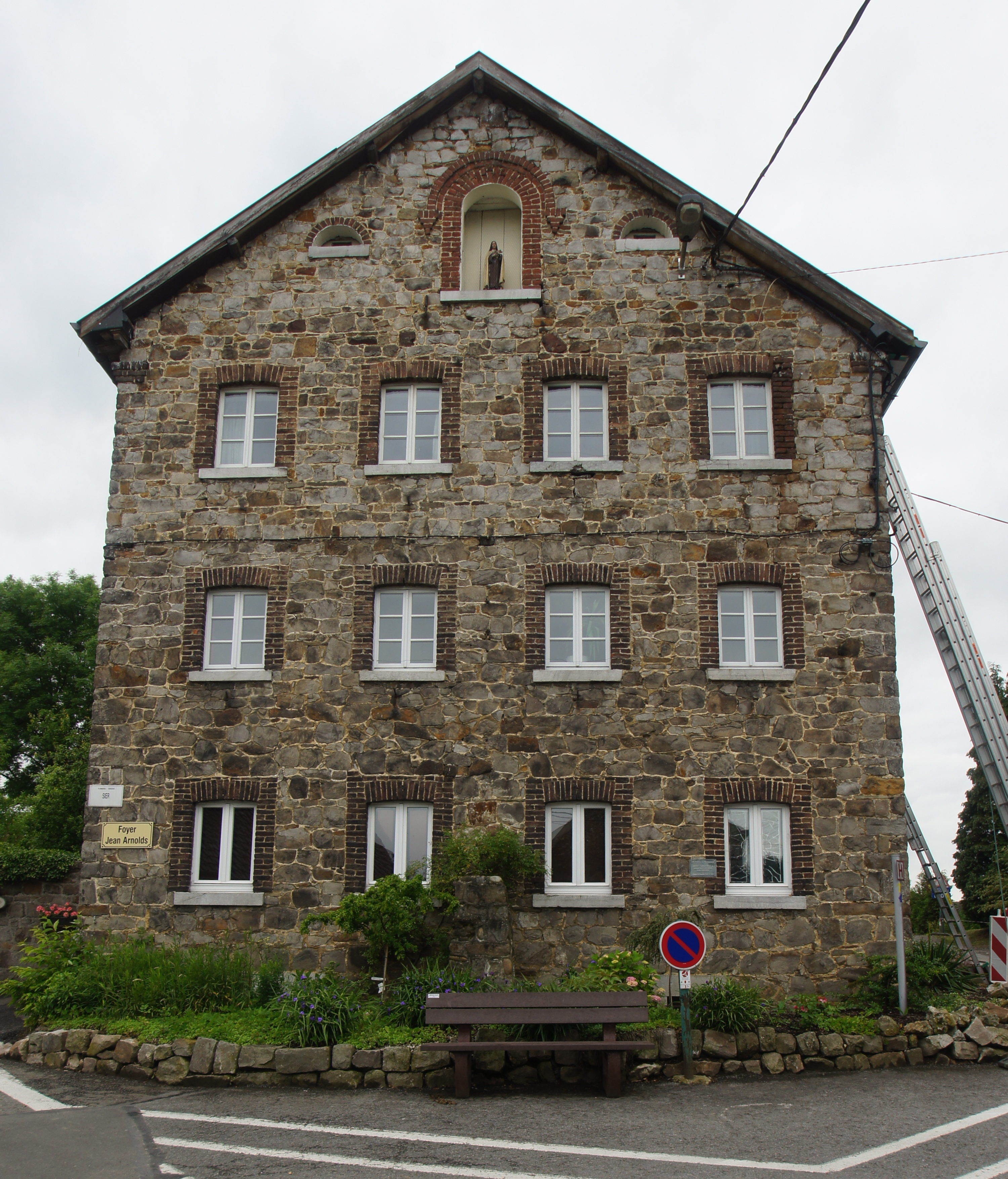
Foyer Jean Arnolds

## Nabijgelegen kernen
Gemmenich, Kelmis, Moresnet, Plombières